# Wolfgang Litschauer

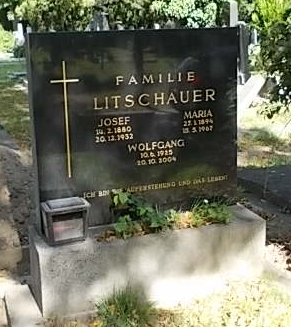
Grab Wolfgang Litschauer

Wolfgang Litschauer (* 10. Juni 1925; † 20. Oktober 2004) war ein österreichischer Schauspieler.
Er spielte 1953 in dem Stück Kapitän Brassbounds Bekehrung zum ersten Mal am Theater in der Josefstadt; von 1981 bis 1999 war er dort festes Ensemblemitglied. Daneben spielte er in einigen Fernsehserien und Fernsehfilmen.
Seine letzte Ruhe fand er auf dem Wiener Zentralfriedhof (54-45-38) in einem ehrenhalber gewidmeten Grab.

## Filmografie
- 1955: Götz von Berlichingen
- 1958: Hallo Taxi
- 1963: Der Bockerer
- 1965: Der Himbeerpflücker
- 1966: Alles in Ordnung
- 1966: Aufruhr im Bäckerladen
- 1966: Anna Gorth
- 1966: Die Liab am Almsee
- 1967: Die Geierwally
- 1971: Augenzeugen müssen blind sein
- 1980: Land, das meine Sprache spricht
- 1980: Glaube Liebe Hoffnung
- 1981: Der lebende Leichnam
- 1981–83: Familie Merian (Fernsehserie), Folgen: Rindfleisch mit Fisolen (1981) und Morgen wird alles anders sein (1983)
- 1980: Felix und Oskar (Fernsehserie), Folge Liebes kleines Töchterlein
- 1982: Tarabas
- 1983: Mich wundert, daß ich so fröhlich bin
- 1987: Heiteres Bezirksgericht, Folge: Zu gut für diese Welt
- 1990: Der Meister des jüngsten Tages
- 1992–98: Kaisermühlen Blues (Fernsehserie), Folgen: Muttertag (1992), Zentrum der Welt (1992) und Wer will mich (1998)
- 1992: Die Ringe des Saturn
- 1992: Bartolomé de Las Casas
- 1993: Verlassen Sie bitte Ihren Mann!